# Die Happy
Die Happy es una banda alemana de Rock alternativo procedente de Ulm. La banda fue formada en 1993 por la cantante checa Marta Jandová y el guitarrista alemán Thorsten Mewes. Las canciones de esta banda son en inglés a pesar de su nacionalidad.

## Historia
La banda empezó en 1995 a grabar su primer álbum independiente titulado "Ich Bin Wichtig". Thorsten, Ralph y Jürgen decidieron invitar a la Checa Marta Jandová a cantar en su nueva banda.
El primer concierto fue previsto para el 19 de febrero en Ulm en el "Büchsenstadel". Carsten, que organizó el concierto y el sonido hizo por primera vez esa noche, que iba a ser el 5 º miembro de la banda.
Ellos hicieron todo lo posible y desempeñaron un buen número de conciertos entre los que estaba también el primer show en Praga en el Rock Café. Ese verano tuvieron las primeras camisetas de Die Happy.
El LP Dirty Flowers fue oficialmente lanzado en Praga, el cual lo presentaron el 4 de marzo con un concierto en el Lucierna Bar, y el 6 de marzo en Ulm.
En 1997 lanzan su tercer álbum independiente "Promotion" el cual dio un gran paso para el primer álbum de estudio.
En enero de 1999 el jefe de Epic / Sony estaba sobre la mesa, todo lo que tenía que hacer era firmar, pero nada salió como debería. Después de un concierto en Fráncfort del Meno.
En el 2000 lanzan el primer sencillo y video "Supersonic Speed" el cual tuvo gran éxito y el video fue transmitido en el canal VIVA Zwei.
En el 2001 la banda lanza el primer álbum de estudio con el mismo nombre "Supersonic Speed" bajo la firma de la discográfica Sony BMG.
En el 2002 es lanzado el álbum "Beautiful Morning" en el cual lanzaron los sencillos "Goodbye" y "Not That Kind Of Girl".
Luego de varias giras en el Die Happy lanza "The Weight Of The Circumstances" gran paso para la banda hacia la fama.
Después de dos años la banda lanza el sencillo "Big Big Trouble" el cual se dice que es la continuación del video "Big Boy" del álbum "The Weight Of The Circumstances" el mismo año seía lanzado el cuarto álbum de estudio de la banda titulado "Bitter To Better".
En el 2006 se lanzan los sencillos "Wanna Be Your Girl" y "The Ordinary Song" y el álbum "No Nuts No Glory".
En el 2007 la vocalista Marta Jandová participó en el Bundesvision Song Contest 2007 junto a la banda OOMPH! interpretando el tema "Träumst Du?" con el cual ganaron el primer lugar.
En el 2008 fue lanzado el video del nuevo álbum "Peaches" disponible en su blog oficial de MySpace.
El 18 de abril se lanzó a la venta el sexto álbum de estudio de la banda titulado "Six".

## Miembros
- Marta Jandová (Voz)
- Thorsten Mewes (Guitarra)
- Ralph Rieker (Bajo)
- Jürgen Stiehle (Batería)

## Discografía

### Álbumes
| Año  | Álbum                           | Posiciones en los charts | Posiciones en los charts | Posiciones en los charts |
| Año  | Álbum                           | GER                      | AUT                      | SWI                      |
| ---- | ------------------------------- | ------------------------ | ------------------------ | ------------------------ |
| 1994 | Better Than Nothing             | -                        | -                        | -                        |
| 1996 | Dirty Flowers                   | -                        | -                        | -                        |
| 1997 | Promotion                       | -                        | -                        | -                        |
| 2001 | Supersonic Speed                | 43                       | -                        | -                        |
| 2002 | Beautiful Morning               | 15                       | 51                       | -                        |
| 2003 | The Weight of the Circumstances | 6                        | 16                       | 53                       |
| 2005 | Bitter To Better                | 9                        | 40                       | 51                       |
| 2005 | Four And More (Unplugged)       | -                        | -                        | -                        |
| 2006 | No Nuts No Glory                | 28                       | -                        | 88                       |
| 2008 | VI                              | 13                       | 74                       | -                        |
| 2009 | Most Wanted (Best Of)           | 51                       | -                        | -                        |
| 2010 | Red Box                         | 30                       | -                        | -                        |
| 2012 | 1000th Show Live                | -                        | -                        | -                        |
| 2014 | Ever Love                       | -                        | -                        | -                        |
| 2020 | Guess What                      | -                        | -                        | -                        |

### Sencillos
- "Supersonic Speed" (2000)
- "Like A Flower" (2001)
- "One Million Times" (2001)
- "Goodbye" (2002)
- "Not That Kind Of Girl" (2002)
- "Cry For More" (2002)
- "Big Big Trouble" (2005)
- "I Am" (2005)
- "Wanna Be Your Girl" (2006)
- "The Ordinary Song" (2006)
- "Peaches" (2008)
- "Still Love You" (2008)

### DVD
- The Weight Of The Circumstances (2003)
- 10 - Live And Alive (2004)
- 1000th Show Live (2012)

## Videos
- Supersonic Speed (2000)
- Like A Flower (2001)
- Goodbye (2002)
- Not That Kind Of Girl (2002)
- Big Boy (2003)
- Everyday's A Weekend (2003)
- Slow Day (2004)
- Big Big Trouble (2005)
- I Am (2005)
- Wanna Be Your Girl (2006)
- The Ordinary Song (2006)
- Peaches (2008)
- Still Love You (2008)

## Colaboraciones de Marta Jandová
- Letzte Instanz - "Gewissen" / Kalter Glanz" (2001)
- Apocalyptica - "Wie Weit" / "How Far" (2005)
- In Extremo - "Horizont" (2005)
- BAP - "Lena" (2005)
- Dog Eat Dog - "Undivided" (2006)
- OOMPH! - "Träumst Du?" (2007)